# Grävenwiesbach
Grävenwiesbach es un municipio situado en el distrito de Alto Taunus, en el estado federado de Hesse (Alemania). Su población estimada a finales de 2016 era de 5320 habitantes.
Se encuentra ubicado en el centro del estado, a poca distancia al norte del río Meno, uno de los principales afluentes del Rin.